# Nonna fantasma e altri racconti
Nonna fantasma e altri racconti (Three Shocking Tales of Terror, Book 1) è l'ottava raccolta di racconti brevi appartenente della serie horror per ragazzi Piccoli brividi, scritta da R. L. Stine. A differenza delle precedenti raccolte, questa, assieme alla successiva La scuola dei mostri e altri racconti, è l'unica ad avere tre storie brevi anziché dieci. Insieme alla raccolta era allegato un calendario, i cui mesi ritraevano le copertine di altri romanzi della serie.

## Struttura
Questa raccolta è costituita da tre racconti brevi.

### Nonna fantasma (Ghost Granny)
Kelly è un'undicenne che vive assieme a suo fratello Jeff e alla sua famiglia ed essi hanno un grosso problema. In casa vive un'altra donna, non imparentata con loro, nonna Deaver. Ella, in realtà, viene chiamata "nonna" ma non è loro parente, come già detto, poiché era la sorella di un'amica della loro vera nonna che, prepotentemente, si era stabilita in casa loro, dato che non aveva amici, era zitella e non era quasi mai uscita di casa. Non avendo altro posto dove andare, i genitori di Kelly avevano dunque deciso di tenerla con loro sino alla sua morte, avvenuta improvvisamente e con la felicità della protagonista e dei suoi familiari, dato che la presenza della vecchia donna li aveva estenuati. Quella notte, tuttavia, Kelly e la sua famiglia vengono svegliati di soprassalto e, una volta scesi nel salotto, notano con orrore il fantasma orripilante di nonna Deaver, la quale è decisa a infestare la casa per l'eternità non avendo altro posto dove andare. La permanenza del fantasma, com'era del resto quando la vecchia donna era in vita, risulta essere estremamente irritante e tediosa, e quando lo spettro rovina la festa del dodicesimo compleanno di Kelly, mettendo in fuga le sue amiche, la protagonista, stufatasi, sbotta e aggredisce il fantasma verbalmente, suscitando la terrificante reazione dell'entità che, tuttavia, si calma andandosene poco dopo. La notte seguente la famiglia di Kelly viene svegliata dall'improvviso arrivo di un giovane agente di polizia, giunto sul posto perché i vicini si erano lamentati per gli ululati di nonna Deaver, ma all'improvviso sopraggiunge il fantasma che mette in fuga il poliziotto, suscitando la conseguente reazione rabbiosa di Kelly che, incredibilmente, annienta il fantasma della vecchia donna dissolvendolo in minuscoli frammenti. Tutto sembra essersi risolto fino a quando i genitori di Kelly non aprono la porta d'ingresso e si trovano davanti una schiera di orribili fantasmi, i quali dicono di essere là perché nonna Deaver li aveva invitati a stare da lei durante la sua breve permanenza al cimitero. Quando il padre di Kelly fa notare loro che nonna Deaver non è presente uno dei fantasmi gli risponde che possono tranquillamente aspettarla.

### La ruota dell'orrore (Spin the Wheel of Horror)
Il dodicenne Tyler Banks e la sua famiglia sono stati invitati come concorrenti al programma televisivo La ruota dell'orrore, un show d'intrattenimento in cui i partecipanti sono costretti a vivere delle esperienze terrificanti ma, se essi non urleranno durante tutta la prova, vinceranno la contesa e il premio in denaro di 100.000 dollari. Dopo aver incontrato un mostruoso poliziotto verde con tre occhi, il gruppo arriva in uno strano edificio fatiscente simile a una fabbrica abbandonata e, una volta entrati, vengono inseguiti da un mostro scheletrico finché non raggiungono la sala dello show, dove un presentatore mostruoso chiede loro se preferiscano venir fritti o arrostiti. Dopo che la famiglia Banks, stando al gioco, ha scelto la seconda opzione, il conduttore li conduce alla ruota dell'orrore, ovvero una gigantesca ruota che, a seconda di dove si fermerà la freccia una volta fermatasi, porterà i concorrenti nel luogo spaventoso scelto. La famiglia Banks finisce dunque nell'Hotel dei Divoratori di Cadaveri dove prima riescono a fatica a liberarsi da un gruppo di pericolosi serpenti e, in seguito, vengono separati. Tyler e sua sorella Emmy finiscono, dopo aver percorso un lungo tratto in ascensore assieme a uno spaventoso addetto, nella sala piscina dove, ritrovati i loro genitori, sono costretti a fuggire dai mostruosi divoratori di cadaveri. Alla fine, durante la fuga, la famiglia Banks finisce nella piscina colma di fanghiglia per poi finire sul palco dello show, dove il conduttore annuncia loro che non si trovano a La ruota dell'orrore bensì alla taverna del mostro, e che hanno affrontato quella prova unicamente per renderli più apetibili. I quattro stanno per essere arrostiti per poi venire mangiati dai mostri, ma proprio quando i Banks stanno per essere buttati in un gigantesco forno, il conduttore rivela loro che si trovano realmente a La ruota dell'orrore e, per non aver urlato, vincono il premio in denaro di 100.000 dollari. A quel punto John Banks, il padre, afferma di avere una gran fame e, improvvisamente, lui e i suoi familiari si trasformano in dei famelici mostri zannuti che sbranano di colpo il conduttore.

### I ragazzi di spugna (Teenage Sponge Boys from Outer Space)
Mac, un ragazzo abilissimo nello smontare gli oggetti ma imbranato nell'aggiustarli, sta andando a scuola in ritardo insieme alla sua bizzarra amica Becky, fissata con la meteorologia, quando i due vengono scossi da un forte boato proveniente da un vicino boschetto. Sopraggiunti sul luogo del boato, però, i due non trovano nulla e si recano a scuola, dove la signora Morando li punisce per il ritardo e, assieme a loro, anche i due bizzarri fratelli Dirk e Deke. Questi due, arrivati da pochi mesi in città, non hanno fatto amicizia con nessuno e hanno delle bizzarre caratteristiche fisiche come un'insolita alta statura, la pelle pallidissima e ricoperta di bitorzoli. Durante lo svolgimento di un problema di matematica alla lavagna, inoltre, Mac giurerebbe di aver visto Dirk cancellare con la propria testa dei numeri scritti col gesso dalla lavagna e, in sala mensa, sia il protagonista sia Becky notano che Deke non ha subito alcun dolore dopo essere stato colpito per errore da una lattina di bibita. Una volta usciti da scuola, Becky e Mac vengono portati nel boschetto da Dirk e Deke che rivelano loro di essere due alieni fatti di spugna che hanno bisogno del loro aiuto per riparare la loro navicella spaziale e, in caso di rifiuto, sarebbero stati trasformati in spugna dai due extraterrestri. A quel punto, decisi ad aiutarli seppur con qualche dubbio, Becky e Mac lavorano per tre giorni consecutivi alla navicella dei ragazzi di spugna senza riuscire a farsi scoprire dai propri genitori. A quel punto, dopo aver portato ai due alieni la batteria della macchina del padre di Mac come pezzo di ricambio finale, Dirk e Deke obbligano i due ragazzi a partire con loro ma Becky, intelligentemente, suggerisce a Mac di temporeggiare attraverso espedienti assurdi fino a quando, di colpo, non comincia a piovere e le teste di Dirk e Deke, essendo fatte di spugna, s'impregnano d'acqua, rendendo loro impossibile alcun movimento. Becky e Mac, a quel punto, li gettano nell'astronave e la mettono in moto, dandosi poco dopo alla fuga. Una volta giunto a casa, però, Mac trova un bullone nella sua tasca e, vedendo una luce bluastra nel cielo, si accorge che la navicella dei ragazzi di spugna è precipitata poiché non aveva fissato correttamente la batteria nel motore per colpa di quel bullone.

## Edizioni
- R. L. Stine, Nonna fantasma e altri racconti, traduzione di Maurizio Rebaudengo, collana Piccoli brividi, Arnoldo Mondadori Editore, 1999,  p. 110.